# Daniël Stalpaert
Daniël Stalpaert lub Daniel Stalpert (ur. 1615 w Amsterdamie, zm. 3 grudnia 1676 tamże) – holenderski architekt, działający w okresie barokowym.
Został mianowany na głównego architekta miasta Amsterdam w 1648 roku. Współpracował z Jacobem Campenem. Razem zaprojektowali ratusz w Amsterdamie (teraz jest to pałac królewski).